# Rosenthal (Unternehmen)

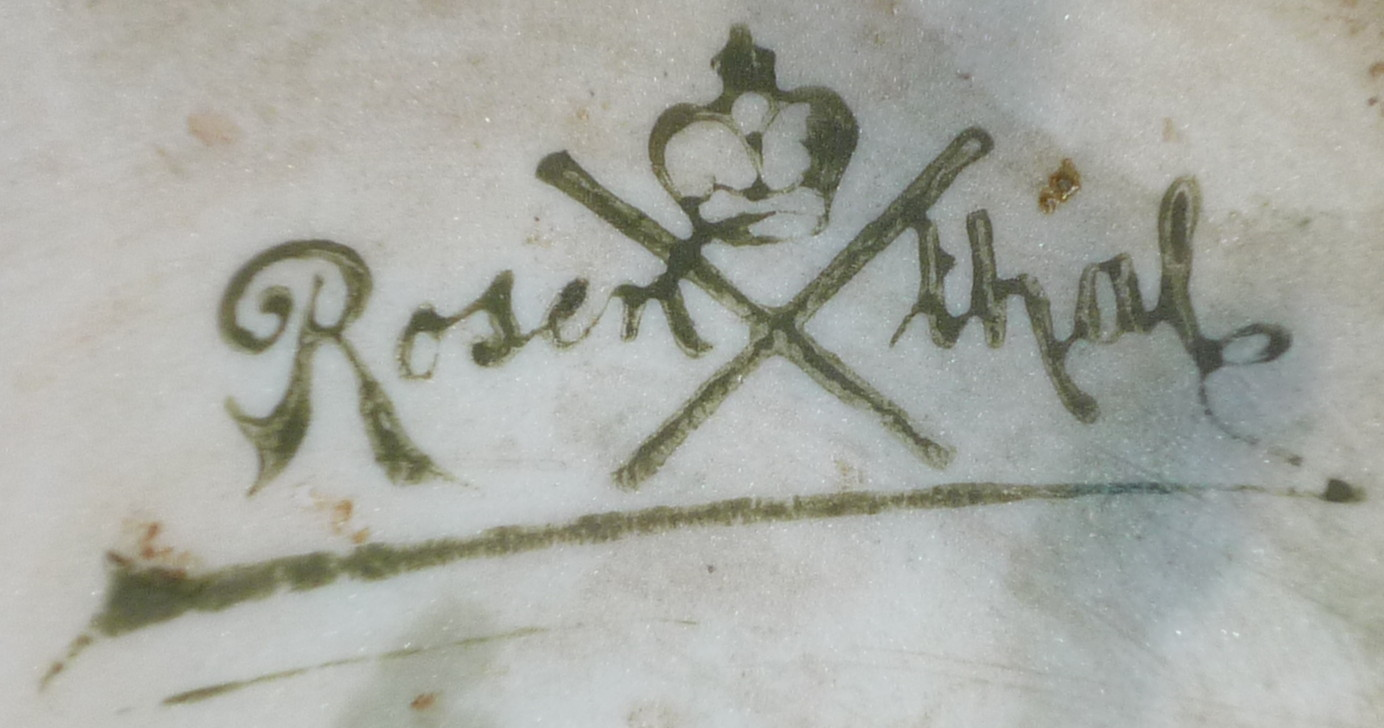
Bodenmarke Rosenthal 1907

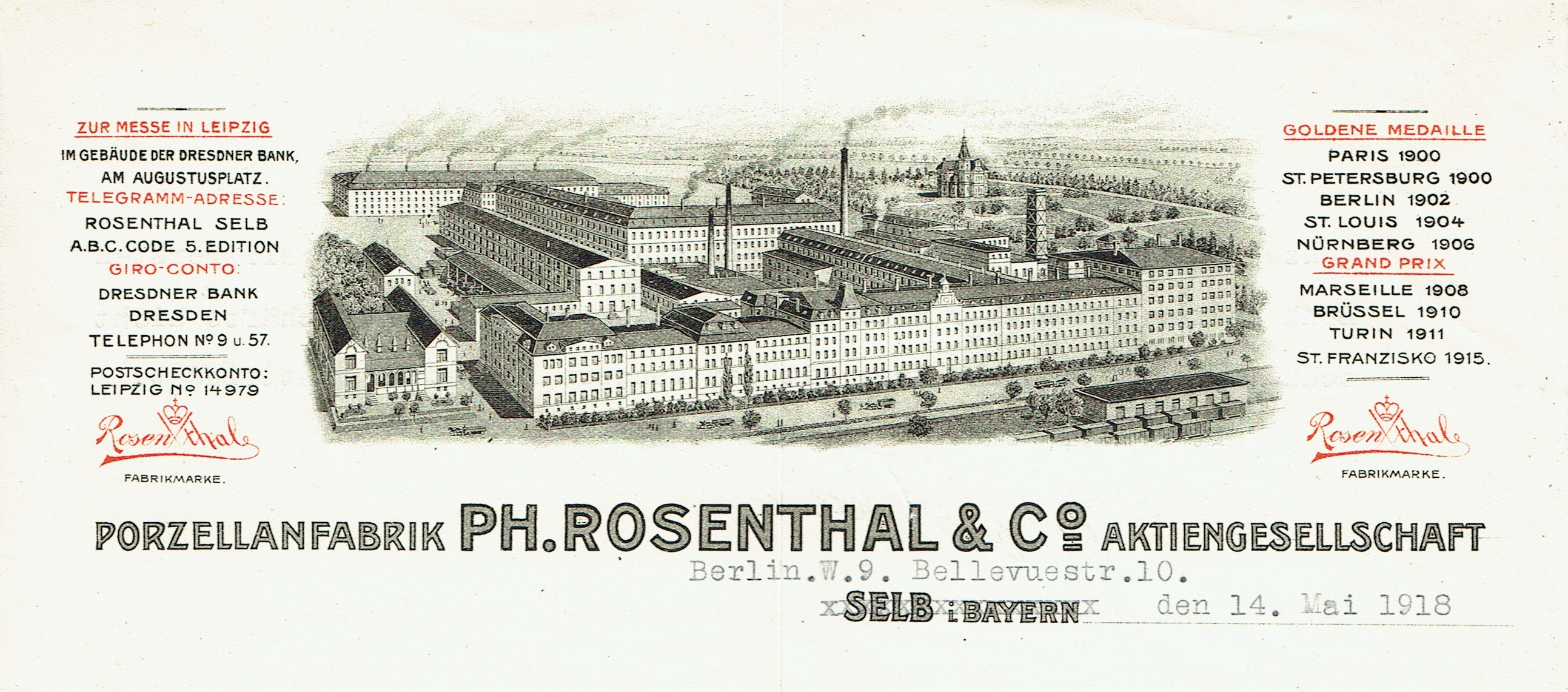
Briefkopf der Porzellanfabrik Ph. Rosenthal & Co. AG von 1918

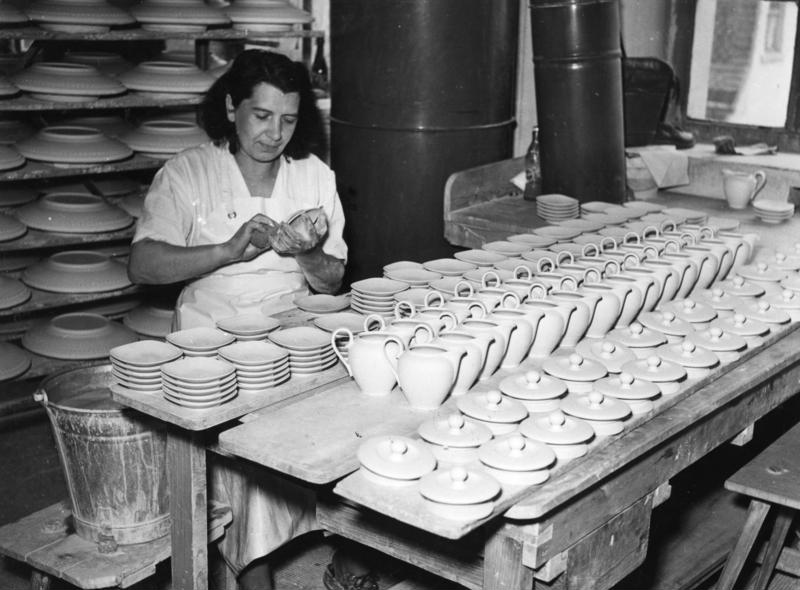
Verputzen von Rohgeschirren mit dem Schwamm im Werk Selb 1956.

Die Rosenthal GmbH (bis Januar 2010 Rosenthal AG) ist ein deutscher Hersteller von Porzellan, Glas und Keramik und anderen Haushaltswaren. Das Unternehmen gehört seit 2009 zum italienischen Konzern Sambonet Paderno Industrie.
Am Markt für Besteck und Essgeschirr tritt Rosenthal mit seinen Marken sowie französischen und italienischen Marken des Konzerns als Arcturus Gruppe auf.
Neben der Rosenthal GmbH bestehen die RAG Abwicklungs AG (vormals Rosenthal AG) und die RSH Abwicklungs GmbH (vormals Rosenthal Studio-Haus GmbH).

## Geschichte
Die aus Werl (Nordrhein-Westfalen) stammenden Brüder Max und Philipp Rosenthal waren 1872 in die USA ausgewandert und erkannten dort einen Bedarf an bemaltem Porzellan. Sie kehrten nach Deutschland zurück und gründeten 1879 eine Werkstatt für Porzellanmalerei in Schloss Erkersreuth (Oberfranken), wozu sie Weißporzellan von der Porzellanfabrik Lorenz Hutschenreuther im benachbarten Selb bezogen. Im sechs Kilometer entfernten Asch (Westböhmen) entstand 1886 eine Porzellanfertigung, die von Max Rosenthal geleitet wurde. 1891 wurde die Porzellanmalerei nach Selb verlegt und industrialisiert. Auch der Bruder Wilhelm Rosenthal wurde in dem Familienunternehmen tätig. 1897 gründete Rosenthal die Unternehmung Bauer, Rosenthal & Co. in Kronach, um sie anlässlich der Gründung der Philipp Rosenthal & Co. AG 1897 zurück in den heimischen Konzern zu holen. Rosenthal kaufte 1908 die Porzellanmanufaktur Thomas in Marktredwitz und 1917 die Porzellanfabrik Zeidler & Co., die später als Marke Bahnhof Selb in Selb-Plößberg bekannt wurde und die heute einer von zwei Sitzen des Porzellanikons ist.
1921 übernahm das Unternehmen die Krister Porzellan-Manufaktur in Waldenburg (Schlesien). Die Manufaktur ging 1945 verloren (Flucht und Vertreibung Deutscher aus Mittel- und Osteuropa 1945–1950); die Marke wurde 1951 wiederbelebt. Erst 1971 erlosch sie endgültig.
In der Zeit des Nationalsozialismus musste sich Philipp Rosenthal 1934 wegen seiner jüdischen Abstammung aus seinem Unternehmen zurückziehen. Vorstand und Aufsichtsrat wandten sich gegen Rosenthal und setzten verschiedene Maßnahmen um, durch welche verhindert werden sollte, dass Rosenthal seine Stimmanteile nutzen könnte, um die Zusammensetzung von Vorstand und Aufsichtsrat zu verändern. So wurde die Gauleitung um Unterstützung gebeten und Aktien mit Stimmanteilen an Personen verkauft, die Rosenthal nicht wohlgesinnt waren. Das NS-Regime ging nicht direkt gegen Rosenthal vor, um die Auslandsgeschäfte des Unternehmens nicht zu gefährden. Die leidlich verdeckte Arisierung machte sich Erbstreitigkeiten in der Familie zunutze und drängte auch den von Rosenthal zum Nachfolger ausersehenen Stiefsohn aus dem Unternehmen. Als ein Staatskommissar der Familie mit sofortiger Verhaftung drohte, unterzeichneten die Rosenthals den „Bayreuther Vertrag“ und büßten die Kontrolle über ihr Eigentum endgültig ein. Philipp Rosenthals Tod 1937 ebnete seinen Enkeln und dem antisemitisch agierenden Vorstand endgültig den Weg. Seine Witwe Maria floh nach Südfrankreich, ihr Sohn Philip emigrierte nach England.

Aktie über 1000 RM der Rosenthal-Porzellan AG vom 1. Oktober 1942

Im Jahr 1936 kaufte Rosenthal die Porzellanmanufaktur Waldershof und die Porzellanfabrik Thomas in Weidenberg-Sophienthal. 1939 wurde die Rosenthal Isolatoren GmbH (RIG) mit Niederlassungen in Erkersreuth (Selb) und Hennigsdorf bei Berlin gegründet. 1939 wurde das Unternehmen zur Rosenthal Porzellan AG. Als die am 27. März 1941 erlassene Verordnung über Firmen von entjudeten Gewerbebetrieben (RGBl. I 1941, S. 177) die Aufgabe des jüdischen Unternehmens- und Markennamens Rosenthal erzwang, intervenierte die „arische“ Geschäftsleitung beim Propagandaminister Joseph Goebbels und erhielt die Ausnahmegenehmigung, den jüdischen Namen behalten zu dürfen.
Über mehrere Stadien und Umstrukturierungen entstand der heutige Betrieb. 1965 wurde der einheitliche Name Rosenthal Glas & Porzellan AG gewählt und 1969 zu Rosenthal AG verkürzt.
Mit der Rückkehr des Juniors Philip Rosenthal aus dem Exil und seinem Eintritt in die Unternehmung 1950 gewann sie eine Pionierrolle im modernen Produktdesign. 1959 entwarf der Designer Hans Theo Baumann die bis in die 1970er Jahre millionenfach verkaufte Form Berlin. 1960 wurde in Nürnberg das Rosenthal Studio Haus eröffnet, woraus die erste Designladenkette der Welt hervorging. 1972 gründete Philip Rosenthal überdies die Möbelmanufaktur Rosenthal Einrichtung in Espelkamp (seit 2009 philip Möbelmanufaktur GmbH; seit 2013 Marke der fröscher GmbH & Co. KG). In Zusammenarbeit mit Industriedesignern wie seinem Chefdesigner Björn Wiinblad, Raymond Loewy, Tapio Wirkkala, Elsa Fischer-Treyden, Timo Sarpaneva, Verner Panton und Luigi Colani entstand eine imposante Reihe von Produkten, von denen heute einige als Klassiker gelten. Walter Gropius entwarf für Rosenthal das Teeservice TAC, 1963/64 das Rosenthal-Werk in Selb (Bauzeit 1964–1967) und 1967 das Fabrikgebäude für das Thomas-Glaswerk in Amberg, die sogenannte „Glasmacherkathedrale“ (Bauzeit 1967–1970, heute Kristallglasfabrik Amberg).
Mit der Gründung der Kristallglasfabrik Amberg GmbH kam es 1991 zur Produktionskooperation mit dem Glashersteller F.X. Nachtmann, wobei die technische und kaufmännische Führung bei Nachtmann blieb. Ab 1993 firmierte das Unternehmen als F.X. Nachtmann Crystal AG. Die Beteiligung der Rosenthal AG an der Kristallglasfabrik Amberg wurde 1995 von der F.X. Nachtmann Crystal AG übernommen, die damit ab 1997 einen Kapitalanteil von fast 90 % hielt.
Das 1952 eröffnete Krister-Werk im Rheinland-Pfälzischen Landstuhl wurde 1992 wieder geschlossen. Siehe auch: Krister Porzellan-Manufaktur
Ab 1997 gehörte die börsennotierte Rosenthal AG zu 90 % dem britisch-irischen Waterford-Wedgwood-Konzern. Rosenthal galt in Deutschland damals als Marktführer für hochwertiges Geschirr und Kunsthandwerk aus Porzellan und Glas und war im Verbund mit Waterford Wedgwood Weltmarktführer. Im Jahr 2000 übernahm das Unternehmen das Hutschenreuther-Werk B in Selb und die Marke Hutschenreuther, unter der weiterhin Arbeiten von Gunther Granget (1932–2010) produziert wurden.
Das Werk im fränkischen Kronach wurde 1997 geschlossen. Ein Jahr später, 1998, wurde die eigene Besteckfertigung im oberpfälzer Neusorg, sowie auch das Werk in Waldershof geschlossen
Im Juni 2008 wurde öffentlich, dass Waterford Wedgwood wegen Liquiditätsschwierigkeiten sein Rosenthal-Aktienpaket abstoßen wollte. Beschäftigt waren zu diesem Zeitpunkt ca. 1100 Mitarbeiter weltweit. Etwa zeitgleich griff eine Finanzkrise auf die Realwirtschaft über. 
Das Unternehmen Rosenthal stand durch den anschließenden Zusammenbruch von Waterford Wedgwood vor der Zahlungsunfähigkeit und musste am 9. Januar 2009 Insolvenz anmelden. Das Amtsgericht Hof eröffnete das Insolvenzverfahren am 1. April 2009. Am 20. Juli 2009 wurde der Verkauf aller Produktionsstätten samt Markenrechten und Patenten an den italienischen Haushaltswarenhersteller Sambonet Paderno bekanntgegeben. Die am 1. August 2009 gegründete Rosenthal GmbH ist ein eigenständiges Unternehmen des Sambonet-Paderno-Familienkonzerns. Der Sitz blieb in Selb, Geschäftsführer wurde Pierluigi Coppo; er übergab die Geschäftsleitung 2021 an den Dänen Mads Ryder, der zuvor bei den Porzellanherstellern Royal Copenhagen und Lenox (USA) tätig war. Ihm folgte als CEO von September 2023 bis Juni 2024 die Dänin Lotte Franch. Zum 1. Oktober 2024 wechselte die Geschäftsführung wieder zurück in italienische Hände. Gianluca Colonna, der bereits von 2009 bis 2020 für Rosenthal gearbeitet hatte, übernahm die Stelle als Chief Executive Officer. Im Dezember 2024 kündigte das Unternehmen einen Stellenabbau an.
Das Rosenthal-Archiv, eine Sammlung mit rund 15.000 Exponaten und nicht verwirklichten Entwürfen aus 130 Jahren Firmengeschichte, wurde am 12. August 2009 von der von Wilhelm Wenning vertretenen Oberfranken-Stiftung für 1,3 Millionen Euro gekauft und als Dauerleihgabe dem von Karl Döhler vertretenen Porzellanikon zur Verfügung gestellt. Darunter befinden sich nahezu sämtliche Produktentwürfe, von der Gründung des Unternehmens bis heute, sowie Originale, die von Künstlern wie Salvador Dalí, Andy Warhol, Wilhelm Wagenfeld und Walter Gropius gestaltet wurden. 
Der Ausstellungsbereich wurde 2016 in dem 1969 stillgelegten Rosenthal-Brennhaus in Selb-Plößberg in einem 600 m² großen Raum mit einem imposanten Brennofen und 44 farbenprächtig dekorierten Glasfenstern neu inszeniert.
Rosenthal teilte Ende 2024 mit, eines seiner zwei Werke, Selb (Landkreis Wunsiedel im Fichtelgebirge) und Speichersdorf (Landkreis Bayreuth), schließen zu wollen und Personal abbauen zu müssen. Rosenthal wolle jedoch „am Produktionsstandort Deutschland festhalten“.
Im Februar 2025 wurde bekanntgegeben, dass die Produktion im Werk "Thomas am Kulm" in Speichersdorf bis Ende 2026 eingestellt wird. Die Produktion soll dann in das Selber Werk "Rosenthal am Rotbühl" umziehen. Logistik, Werksverkauf und Verwaltung sollen allerdings in Speichersdorf erhalten bleiben.

## Heutige Marken
- Rosenthal studio-line, designorientiertes Geschirr und Kunstobjekte aus Porzellan und Glas
- Rosenthal Tradition, klassisch gestaltetes Porzellan (früher Rosenthal Classic)
- Rosenthal meets Versace, Luxusporzellan in Zusammenarbeit mit Versace, seit 1992
- Thomas, designorientiertes Gebrauchsporzellan
- Hutschenreuther, Haushalts- und Hotelgeschirr
- Arthur Krupp, günstige Zweitlinie für die Gastronomie[27]
- Arzberg, seit 2013 (Einstellung der Marke: 2024; Beibehaltung der Formen: 1382, Cucina, Tric & Joyn)
- diVino by Rosenthal, Gläser

## Galerie

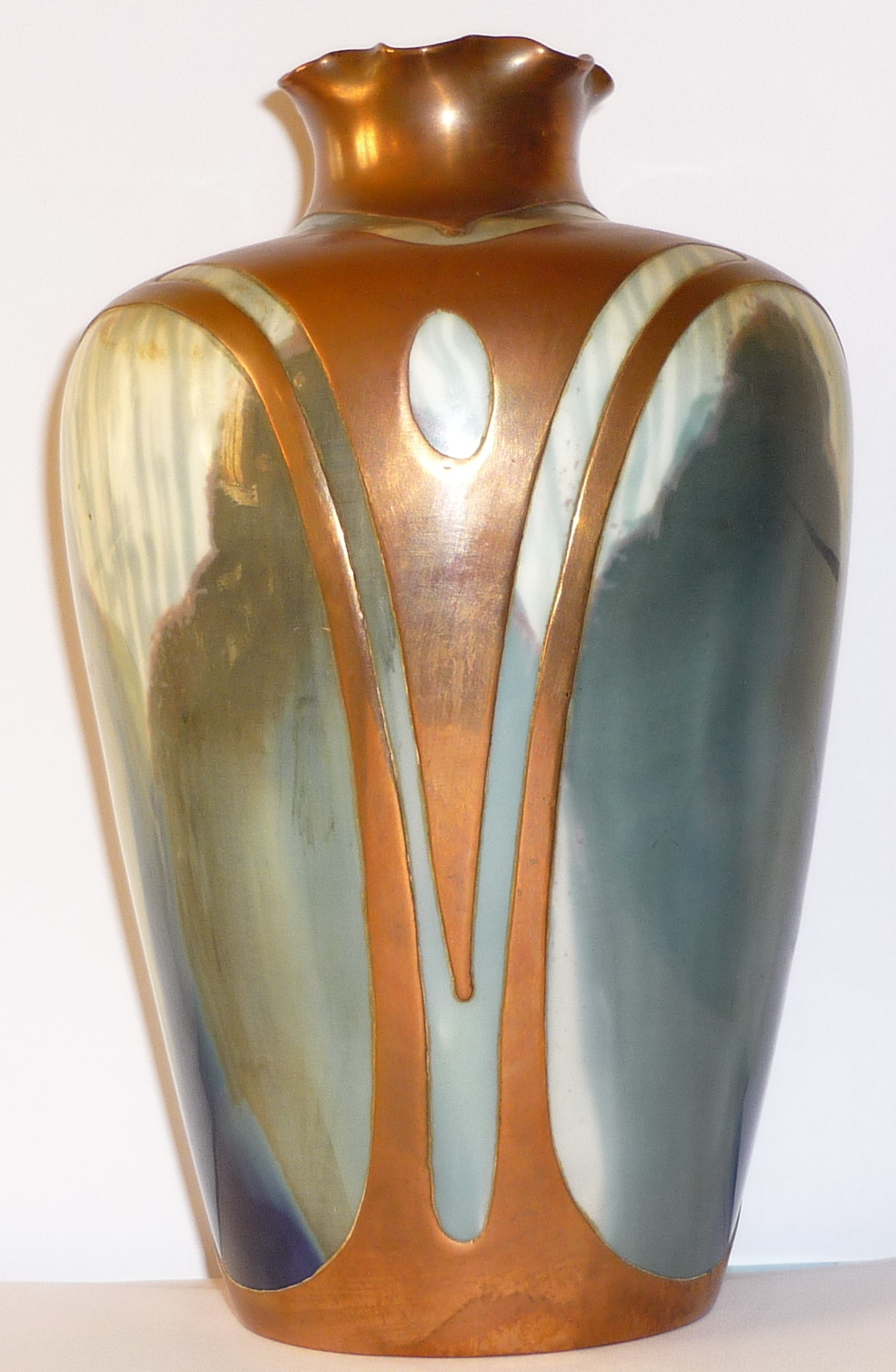
Vase, Jugendstil, um 1900.
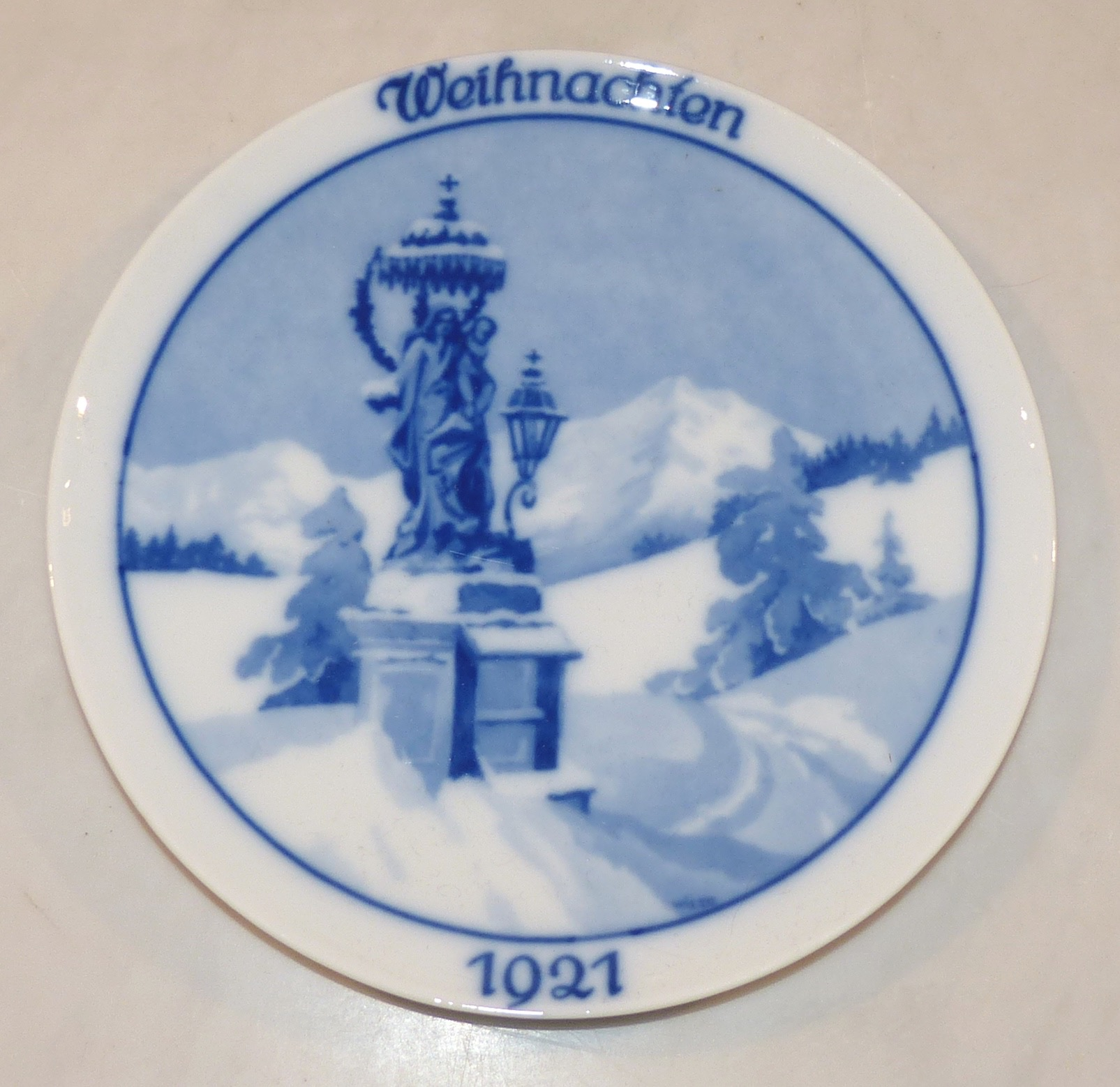
Rosenthal-Weihnachtsteller 1921, Entwurf von Jupp Wiertz
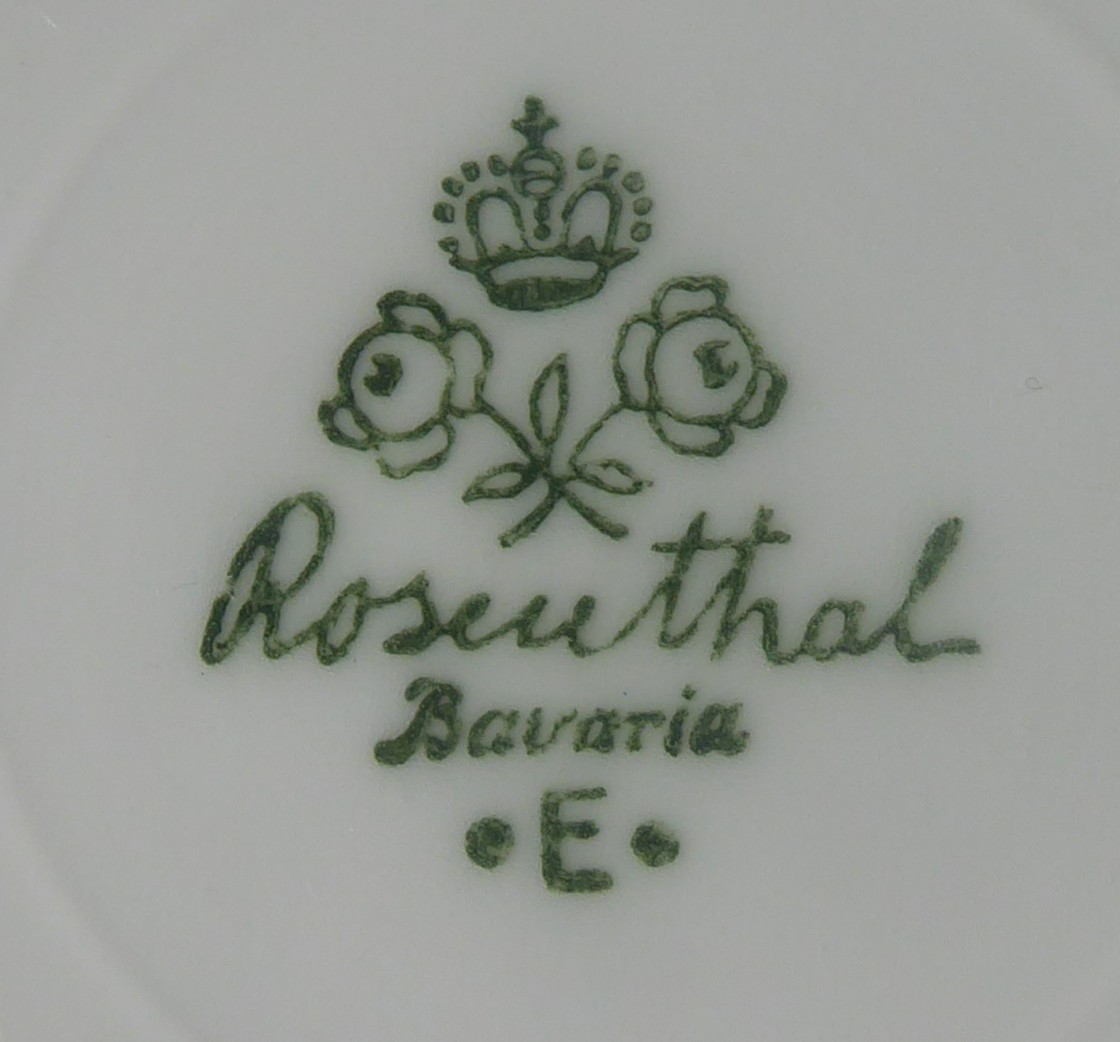
E zwischen 2 Punkten ist die Jahreskennzeichnung für 1928
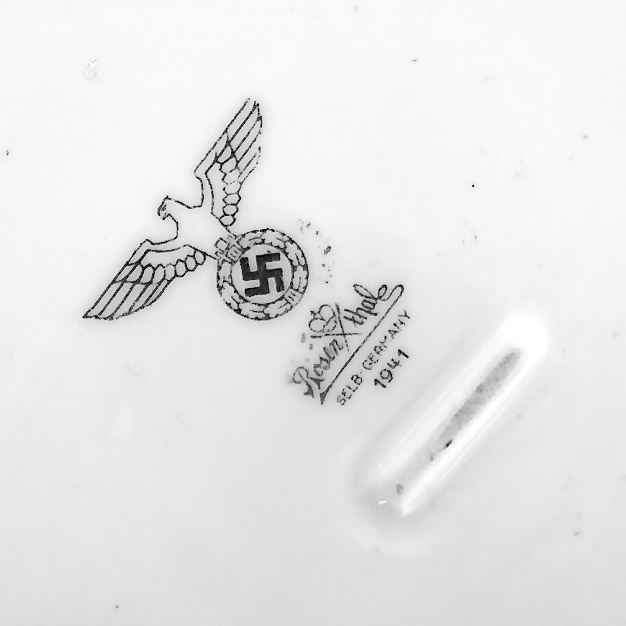
Bodenmarke 1941. Sonderserien für Staat und Partei.
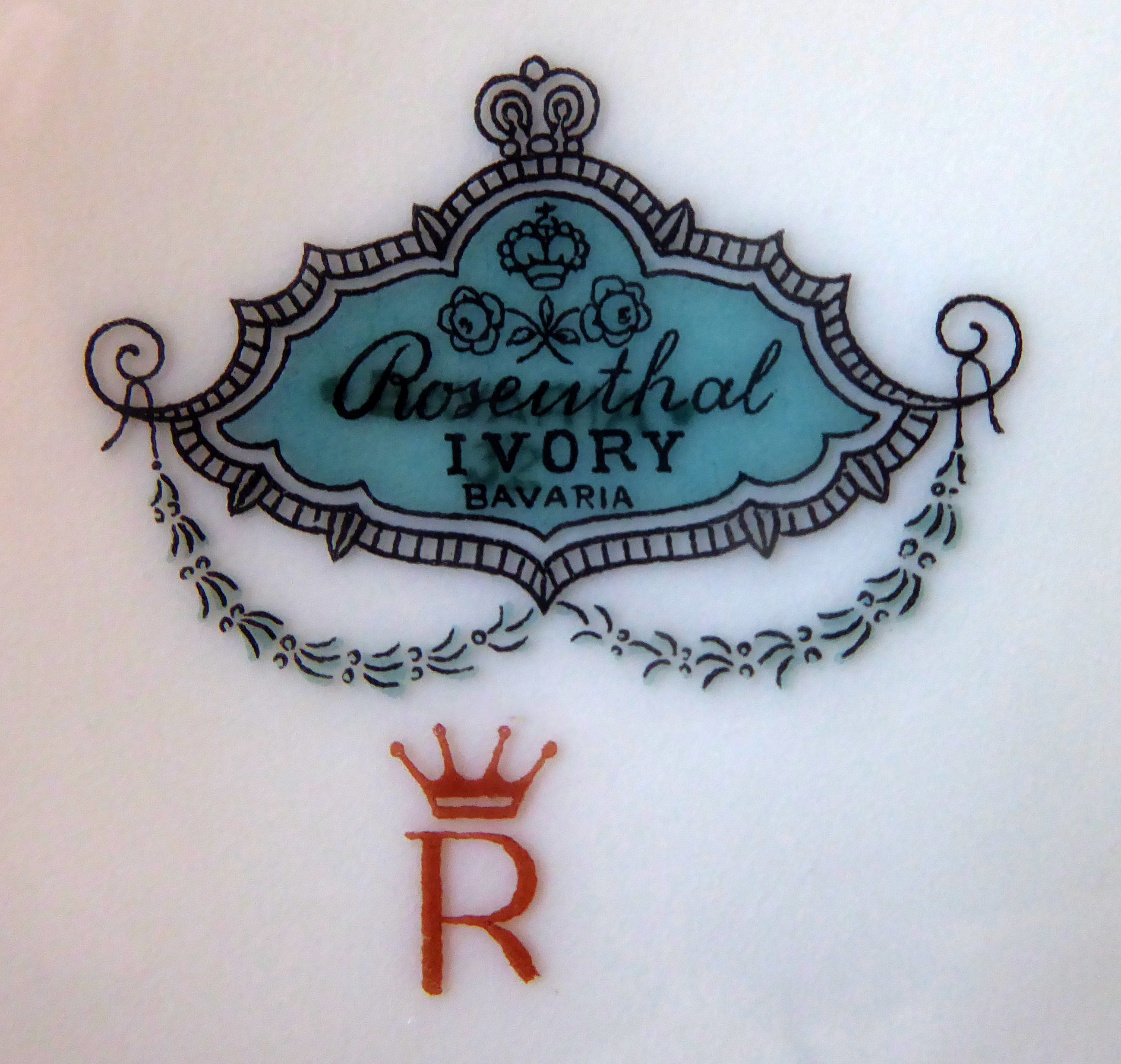
Rosenthal Ivory
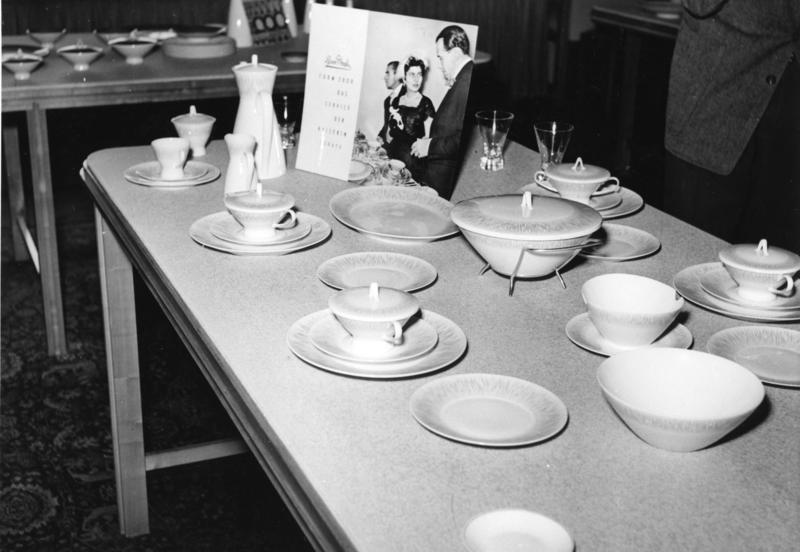
Service „2000“, Entwurf Raymond Loewy/Richard Latham (1954).
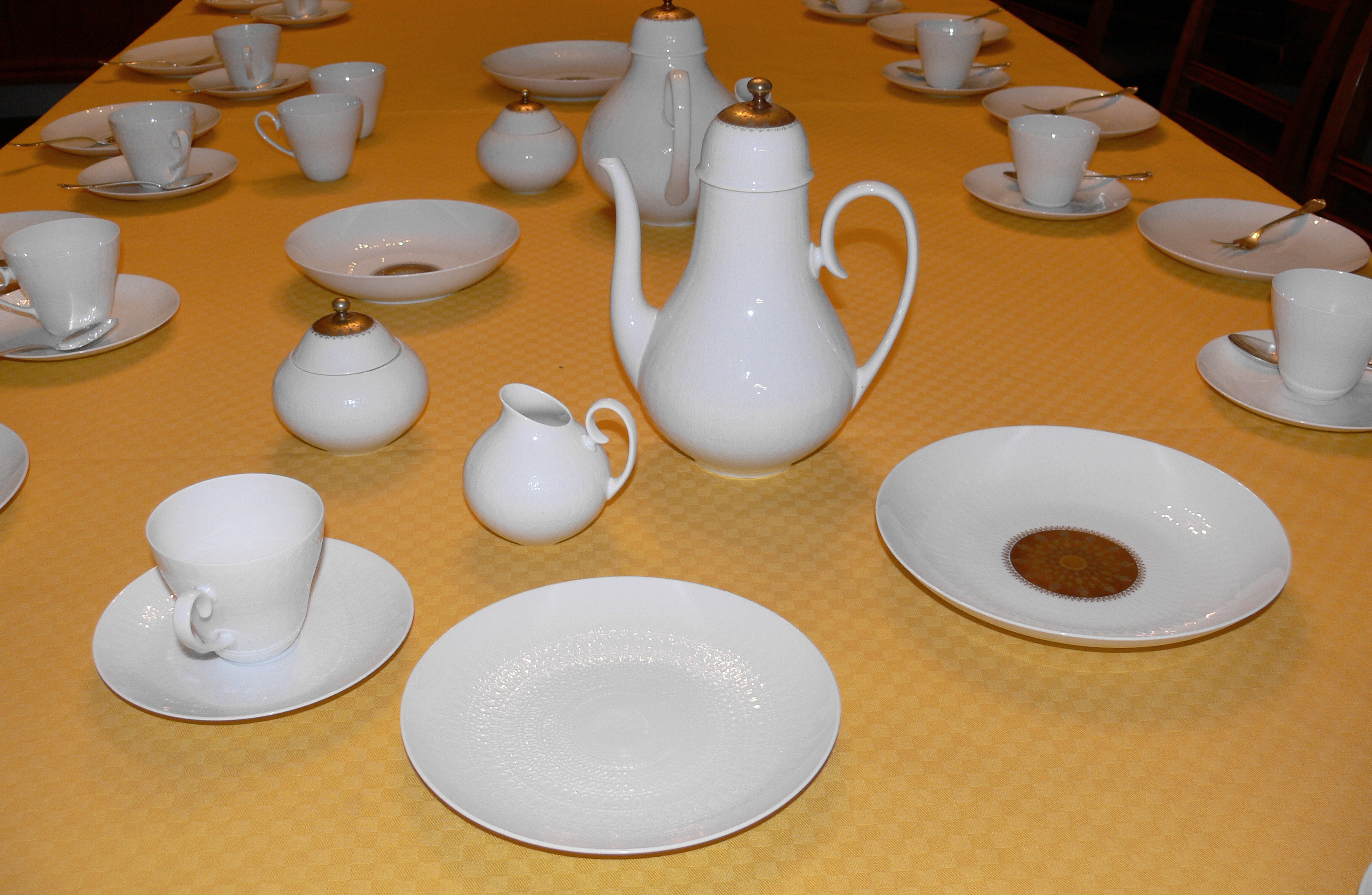
Service „Romanze“, Entwurf Bjørn Wiinblad (1959).
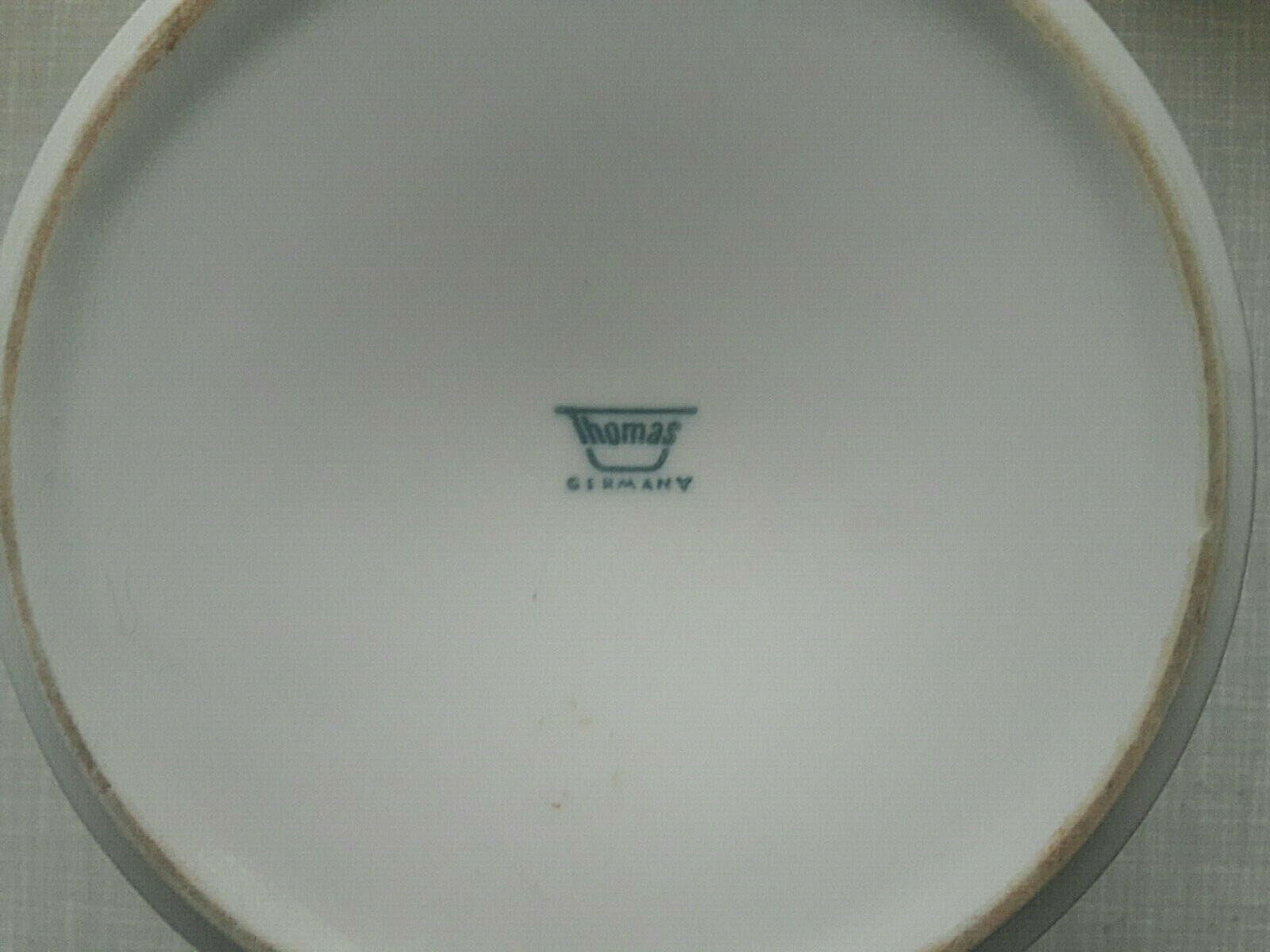
Bodenmarke einer Kaffeekanne, Thomas, 1970–80er Jahre
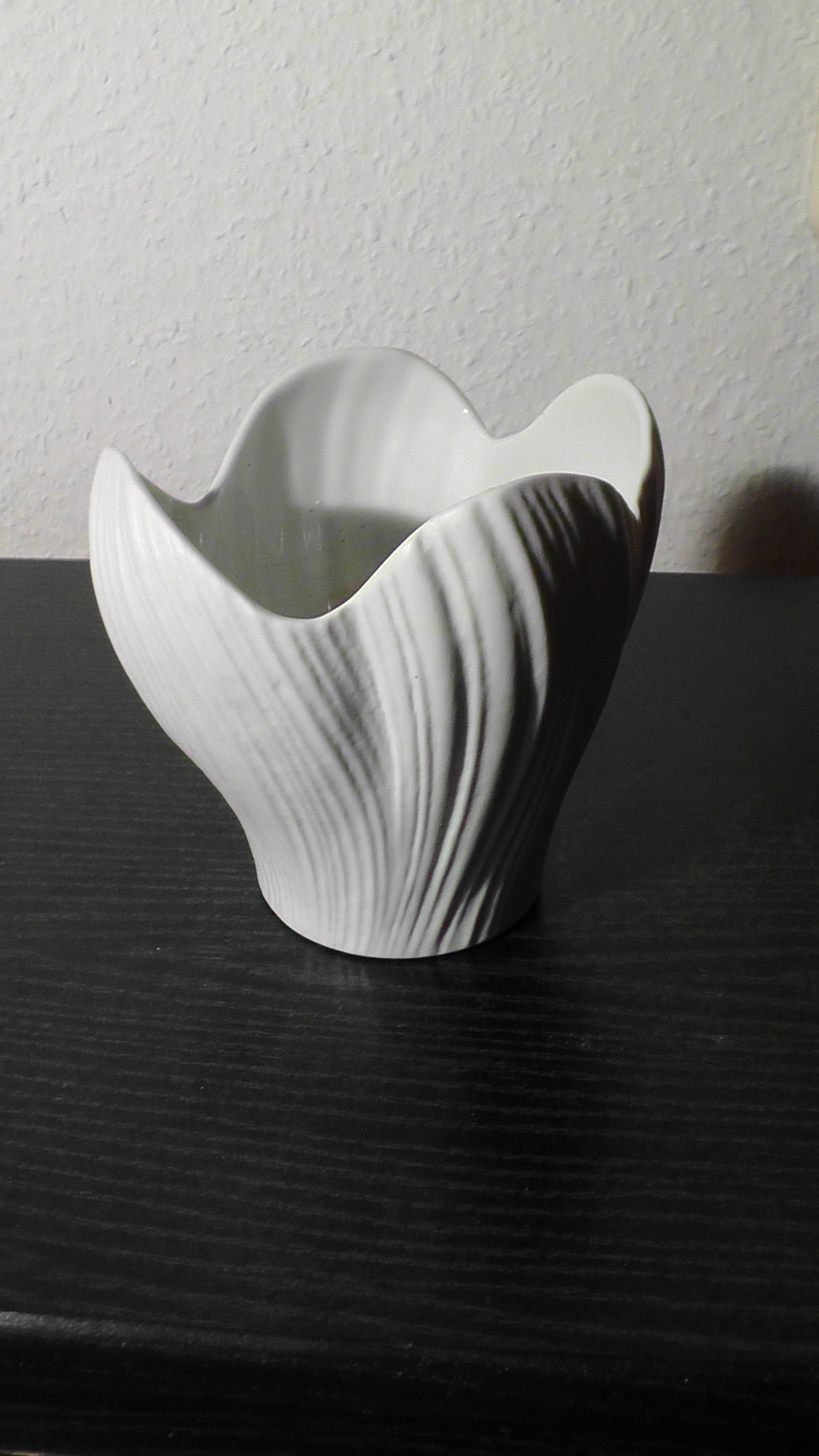
Vase Rosenthal studio-line Hans Martin Freyer (etwa 1970)
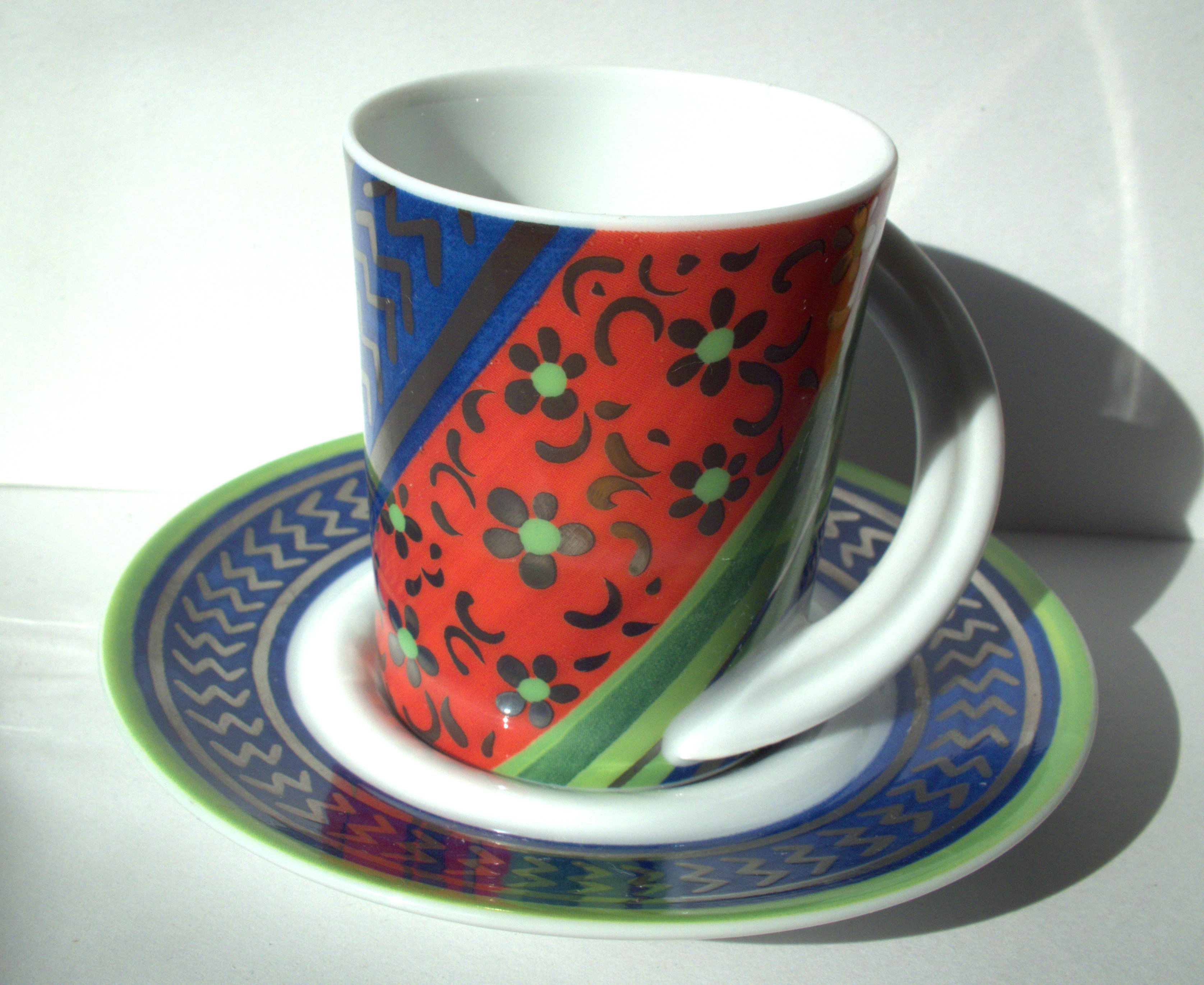
Modernes Rosenthal „Cupola“, Design Mario Bellini (1986)
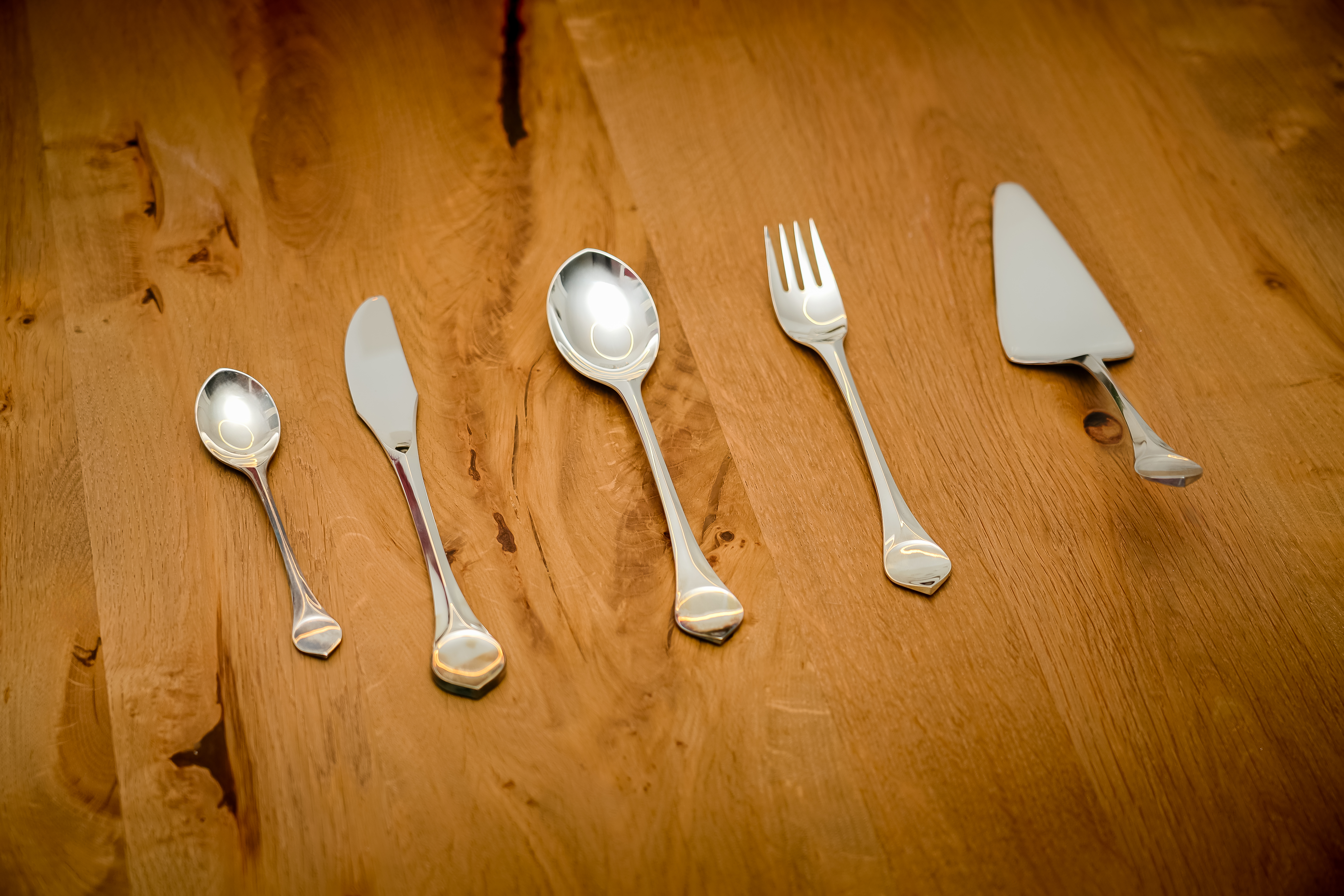
Rosenthal "Lotus" Silber Besteck Set